# Lúcio Curado
Lucio de Abreu Curado (Araguaína, 5 de novembro de 1989) é um atleta brasileiro de artes marciais misturadas (MMA) que compete no Jungle Fight.

## Carreira no MMA

### Disputa de título dos Leves no Jungle Fight
As suas duas atuações no Jungle Fight resultaram em vitória, uma por decisão unânime contra Gabriel Moreira e outra por finalização: um mata-leão aplicado em Ary Santos. Performance essa que garantiu a Curado a disputa de cinturão na final do GP contra o americano Sean "Cubby" Peters, que Curado frustra Sean Cubby e conquista cinturão dos leves do Jungle Fight. Onde Defendeu o cinturão na edição de número 54 contra o desafiante Ivan "Batman", onde acabou sendo finalizado no 1ª Round.

## Cartel no MMA
| Resultado | Cartel | Oponente                         | Método                                   | Evento                        | Data       | Round | Tempo | Local                           | Notas                                                 |
| --------- | ------ | -------------------------------- | ---------------------------------------- | ----------------------------- | ---------- | ----- | ----- | ------------------------------- | ----------------------------------------------------- |
| Derrota   | 6-3    | Ivan "Batman"                    | Finalização (Mata-leão)                  | Jungle Fight 54               | 29/06/2013 | 1     | 2:10  | Barra do Piraí, Rio de Janeiro  | Defesa do cinturão dos Leves                          |
| Vitória   | 6–2    | Sean "Cubby" Peters              | Decisão (Unânime)                        | Jungle Fight 49               | 22/02/2013 | 3     | 5:00  | Rio de Janeiro, Rio de Janeiro  | Final do GP até 70 kg e disputa do cinturão dos Leves |
| Vitória   | 5–2    | Ary Santos                       | Finalização (Rear-Naked Estrangulamento) | Jungle Fight 47 - Jungle Belt | 21/12/2012 | 2     | 1:45  | Porto Alegre, Rio Grande do Sul | 2ª Fase do GP dos Leves                               |
| Vitória   | 4–2    | Gabriel Moraes Moreira           | Decisão (Unânime)                        | Jungle Fight 43               | 29/09/2012 | 3     | 5:00  | São Paulo, São Paulo            | 1ª Fase do GP dos Leves                               |
| Derrota   | 3–2    | Bruno Justo                      | Decisão (Dividida)                       | DF - Demo Fight 7             | 22/07/2012 | 3     | 5:00  | Salvador, Bahia                 |                                                       |
| Vitória   | 3–1    | Romenito Moicano                 | Finalização (Arm-Triângulo)              | FOR - Fight Octagon Rounds    | 05/05/2012 | 1     | 3:56  | Palmas, Tocantins               |                                                       |
| Vitória   | 2–1    | Daniel Presuntinho               | Decisão (Unânime)                        | CF - Capital Fight 4          | 06/09/2011 | 3     | 5:00  | Brasília, Distrito Federal      |                                                       |
| Vitória   | 1–1    | Phellipe Teixeira                | Finalização (Guilhotina)                 | RMMA - Rockstrike MMA 1       | 09/07/2011 | 1     | 2:18  | Brasília, Distrito Federal      |                                                       |
| Derrota   | 0–1    | Anistavio Medeiros de Figueiredo | Finalização (Chave de Tornozelo)         | Shooto - Brazil 22            | 01/04/2011 | 2     | 0:50  | Brasília, Distrito Federal      |                                                       |